# Krzysztof Grzegorek (szermierz)
 Krzysztof Grzegorek (ur. 19 września 1946 w Łuczywnie) – polski szermierz, trener, olimpijczyk z Monachium 1972.
Jako zawodnik reprezentował klub Marymont Warszawa w latach 1963–1975. Specjalizował się w szabli. Medalista mistrzostw Polski w konkurencji drużynowej:
- srebrny w roku 1971
- brązowy w latach 1968–1970, 1973.

Zdobywca srebrnego (w roku 1969) i brązowego (w roku 1970) medalu mistrzostw świata w turnieju drużynowym szablistów. 
Członek drużyny szablistów która podczas mistrzostw świata w latach 1971, 1973 zajmowała 4. miejsce w turnieju drużynowym.
Na igrzyskach olimpijskich w 1972 zajął 5. miejsce w turnieju drużynowym szablistów (partnerami byli: Zygmunt Kawecki, Janusz Majewski, Józef Nowara, Jerzy Pawłowski).
Po zakończeniu kariery sportowej podjął pracę trenera w klubie Marymont Warszawa i Legia Warszawa. W latach 1981–1986 trener kadry narodowej szablistów (m.in Janusza Olecha, Roberta Kościelniakowskiego, Michała Zabłockiego, Marcina Sobali). W latach 1988–2004 szef wyszkolenia Polskiego Związku Szermierczego.